# Marsia
Marsia ist eine Fraktion der italienischen Gemeinde (comune) Tagliacozzo in der Provinz L’Aquila, Region Abruzzen.

## Geographie
Marsia liegt in Luftlinie etwa 36 km südsüdwestlich der Provinzhauptstadt L’Aquila auf 1422 m s.l.m. im Abruzzischen Apennin. Der Fremdenverkehrsort befindet sich am Nordhang des Monte Midia und nördlich des Parco Naturale Regionale Monti Simbruini. Das Zentrum von Tagliacozzo liegt rund fünf Kilometer östlich. Unweit des Valico di Monte Bove zweigt eine schmale, steile Straße ab, die nach Marsia führt. In Marsia leben ganzjährig elf Einwohner.

## Geschichte
Der Ort entstand als Wintersportort in den 1960er Jahren. Es wurden ein Sessellift und zwei Schlepplifte mit 6 km Pisten erbaut. Da Marsia nur etwa 80 km von Rom entfernt liegt, entwickelte es sich zu einem sehr beliebten Skigebiet der Hauptstadt. In den 1970er Jahren gab es bereits zwei Hotels, mehrere Bars und Restaurants, eine Diskothek, ein Sportgeschäft und einen Lebensmittelladen. Zudem entstanden Ferienwohnungen, die im Winter und Sommer als zweiter Wohnsitz genutzt wurden. Marsia war so beliebt, dass es als Cortina d’Abruzzo bezeichnet wurde.
Ein Rechtsstreit zwischen der Gemeinde Tagliacozzo und der Fraktion Roccacerro, die Ansprüche auf Marsia erhob, schreckte ab Beginn der 2000er Jahre Investoren ab, was den langsamen Niedergang des Wintersportortes einleitete. 2009 stellten die Aufstiegsanlagen ihren Betrieb ein. In der Folge schlossen auch viele touristische Einrichtungen, einige wurden sogar ganz aufgegeben und verfielen. In den 2020er Jahren gab es erste Anzeichen einer Wiederbelebung des mittlerweile heruntergekommenen Fremdenverkehrsortes. Marsia wurde an die öffentliche Trinkwasserversorgung angeschlossen und ein neuer Campingplatz mit Bar und Restaurant nahm den Betrieb auf. 2023 beschloss die Gemeinde Marsia nach über 40 Jahren auch an die Abwasserentsorgung anzuschließen.

## Radsport
Im Jahr 2025 fand erstmals eine Bergankunft des Giro d’Italia in Marsia statt. Die 12,6 Kilometer lange Auffahrt von Tagliacozzo wurde dabei im Finale der 7. Etappe befahren. Die durchschnittliche Steigung lag bei 5,4 %, wobei auf den letzten Kilometern maximale Steigungsprozente von 14 % befahren werden mussten. Im Ziel wurde eine Bergwertung der 1. Kategorie abgenommen. Den Etappensieg sicherte sich der Spanier Juan Ayuso, der zugleich seinen ersten Tagessieg bei einer Grand Tour feierte.
| Jahr | Etappe    | Bergwertung  | Fahrer     | Auffahrt        |
| ---- | --------- | ------------ | ---------- | --------------- |
| 2025 | 7. Etappe | 1. Kategorie | Juan Ayuso | von Tagliacozzo |